# Игнатово (Красноярский край)
Игна́тово — деревня в Пировском районе Красноярского края. Входит в состав Кириковского сельсовета.

## География
Деревня находится на расстоянии примерно 10 км (по прямой) к востоку от села Пировское, административного центра района.

### Климат
Климат резко континентальный. Самый теплый месяц — июль, со средней температурой +17,8 °С, с абсолютным максимумом +34,6 °С. Самый холодный месяц — январь: средняя температура составляет –20,1 °С, абсолютный минимум –52,5 °С.

## История
Основана в 1836 году. Носила названия Игнатова и Михайло-Арохангельская. В 1926 году в деревне проживали 402 жителя, преимущественно русские. В советское время работал колхоз «Красный пахарь».

## Население
| 2010 |
| ---- |
| 70   |

### Национальный состав
Согласно результатам переписи 2002 года, в национальной структуре населения русские составляли 81 % из 75 чел.